# Brick (film)
Brick är en amerikansk kultförklarad mysteriethrillerfilm från 2005, vars officiella biopremiär ägde rum i USA den 7 april 2006. Filmen, som är distribuerad av Focus Features, är skriven och regisserad av Rian Johnson, som i den här filmen gör regidebut. Huvudrollerna i filmen spelas av Joseph Gordon-Levitt, Nora Zehetner och Lukas Haas.

## Handling
Filmens handling kretsar kring den otroligt ensamme tonåringen Brendan Frye, som efter att ha hittat sin tidigare exflickvän Emily Kostich död i en tunnel, bestämmer sig för att undersöka saken till hennes mord, helt utan inblandning från polisen. Han ska senare komma att komma i kontakt med ett kriminellt high school-gäng, som leds av den lokale drogbaronen The Pin. Men efter att ha upptäckt en våldsam skuggsida inom den så kallade "high school-världen", så känner Brendan, att han inte längre kan lita på någon, oavsett vem det än är.

## Rollista
| Joseph Gordon-Levitt | – Brendan Frye  |
| Nora Zehetner        | – Laura Dannon  |
| Lukas Haas           | – The Pin       |
| Noah Fleiss          | – Tug           |
| Matt O'Leary         | – The Brain     |
| Emilie de Ravin      | – Emily Kostich |
| Noah Segan           | – Dode          |
| Richard Roundtree    | – Trueman       |
| Meagan Good          | – Kara          |
| Brian White          | – Brad Bramish  |